# La rompe corazones
«La rompe corazones» (también llamado «Rompe corazones») es un sencillo del cantante Daddy Yankee en colaboración de Ozuna perteneciente a su próximo álbum de estudio El disco duro.
El video musical dirigido por Nuno Gómes, fue publicado el 5 de enero de 2017.
La canción fue escrita por Daddy Yankee, Ozuna, Jesús Benítez y Carlos Ortíz, y fue producida por Chris Jeday y Gaby Music.
Alcanzó el número 12 en la tabla de Hot Latin Songs de Estados Unidos.

## Producción y composición
"La Rompe Corazones" fue escrito por Jesús "Benny Benni" Benítez y fue producido por los productores de discos puertorriqueños Chris Jeday y Gaby Music. Daddy Yankee y Ozuna habían trabajado previamente en una versión remezclada de "No Quiere Enamorarse" (parte del álbum Odisea de este último), lanzada digitalmente el 24 de marzo de 2016, que alcanzó el puesto 35 en la lista Hot Latin Songs de los EE. UU.
Daddy Yankee declaró que la canción "es la historia de una mujer enferma de amor que ya no confía en sus relaciones. Por el contrario, su misión ahora es vengarse de la frustración de todos los hombres que ella decide ser. Siempre tiene dudas. quiere enamorarse, pero ella no lo hace debido a ese recuerdo que fue capturado en ella. Queríamos resaltar el lado bien calculado de las mujeres".

## Video musical
El video musical fue dirigido por el director venezolano Nuno Gómes y está protagonizado por los actores venezolanos Carlos Felipe Álvarez, Yelena Maciel y Luis Gerónimo Abreu.  El clip estaba programado para estreno en la cuenta de YouTube de Daddy Yankee el 2 de junio de 2017, pero tuvo que ser reeditado el 1 de junio de 2017 debido al cambio de la plataforma en sus regulaciones de contenido.

## Créditos
- Jesús Benítez – Compositor
- Chris Jeday – Productor, Compositor
- Gaby Music – Productor
- Ozuna – Compositor, Cantante
- Daddy Yankee – Compositor, Cantante

## Recepción comercial
En Estados Unidos, "La Rompe Corazones" debutó en el número 15 en la tabla de Ventas de Canciones de Ritmo Latino de EE. UU el 11 de febrero de 2017. Dos meses más tarde, el sencillo debutó en el número 46 de la lista Hot Latin Songs. 15 de abril de 2017 y alcanzó su punto máximo en el número 12 el 22 de julio de 2017. Fue la 21º canción con mejor rendimiento de 2017 en Hot Latin Songs, así como el 47.º más vendido y el 14º más escuchado en "Canción latina del año en los Estados Unidos"."La Rompe Corazones" también se convirtió en la trigésima canción de radio más reproducida de 2017 en América Latina, con 152.240 giros entre los 18 países de la medida Monitor Latino.

## Posicionamiento en listas
| Listas (2017)                             | Posición |
| ----------------------------------------- | -------- |
| Argentina Latin (Monitor Latino)          | 15       |
| Chile (Monitor Latino)                    | 15       |
| Dominican Republic Urban (Monitor Latino) | 17       |
| México (Billboard)                        | 5        |
| México (AMPROFON)                         | 10       |
| Paraguay (Monitor Latino)                 | 11       |
| Peru (Monitor Latino)                     | 2        |
| Spain (PROMUSICAE)                        | 8        |

| Listas (2017)                       | Posición |
| ----------------------------------- | -------- |
| Argentina (Monitor Latino)          | 63       |
| Bolivia (Monitor Latino)            | 45       |
| Chile (Monitor Latino)              | 28       |
| Colombia (Monitor Latino)           | 79       |
| Dominican Republic (Monitor Latino) | 38       |
| Ecuador Urban (Monitor Latino)      | 60       |
| El Salvador (Monitor Latino)        | 60       |
| Guatemala (Monitor Latino)          | 42       |
| Honduras (Monitor Latino)           | 25       |
| México Pop (Monitor Latino)         | 75       |
| Nicaragua (Monitor Latino)          | 31       |
| Panamá (Monitor Latino)             | 51       |
| Paraguay (Monitor Latino)           | 48       |
| Peru (Monitor Latino)               | 20       |
| Uruguay (Monitor Latino)            | 99       |
| US Hot Latin Songs (Billboard)      | 21       |
| Venezuela (Monitor Latino)          | 63       |